# トロイ・トロージャンズ

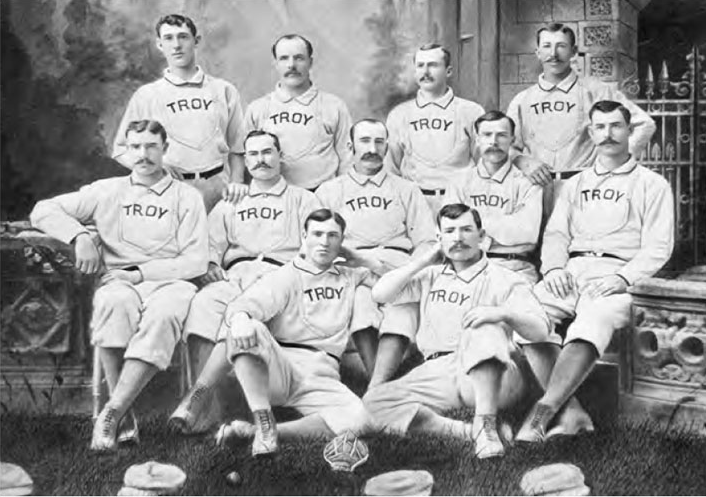
トロイ・トロージャンズ（1881年）

トロイ・トロージャンズ（Troy Trojans）は、アメリカ合衆国ニューヨーク州トロイ市を本拠地として、1879年から1882年までメジャーリーグのナショナルリーグに加盟していた野球チーム。

## 球団史
1878年のナショナルリーグ拡充の際、ニューヨーク州トロイに本拠地を置く新球団の設立が認められ、翌1879年にトロージャンズが創設されてナショナルリーグに加盟した。
1879年当初ホーレス・フィリップスを監督としたが、なかなか勝てずに同年8月で解雇。後任のボブ・ファーガソンがその後ずっと監督を勤める。当初攻撃の中心は一塁手だったダン・ブローザースで、ブローザースが移籍した後は強打者のロジャー・コナーが攻撃の中心となった。1880年には後に300勝投手となるティム・キーフとミッキー・ウェルチ、捕手としてバック・ユーイングらが加入。チームの勝率は5割近くまで引き上げられた。
チームは4年活動しシーズン勝ち越しはなかったものの、上記有望な若手を沢山抱え、チームの将来も期待されていた。しかし財政面の問題から1882年のシーズン終了後にチームは解散。球団の権利はニューヨークのジョン・B・デイが買取り、ニューヨーク・ゴッサムズ（現在のサンフランシスコ・ジャイアンツ）を創設。所属していた選手たちはゴッサムズおよびデイが所有していたもうひとつのチームのニューヨーク・メトロポリタンズ（1883年よりアメリカン・アソシエーションに加盟）へ移っていった。トロージャンズが破綻した際、ナショナルリーグ機構は、財政問題が解決できれば新しいチームを再びトロイに置くことを約束していたそうだが、その約束は守られていない。

## 戦績
| 年度   | リーグ | 試合 | 勝利 | 敗戦 | 勝率 | 順位 | 監督                                      | 本拠地                 |
| ------ | ------ | ---- | ---- | ---- | ---- | ---- | ----------------------------------------- | ---------------------- |
| 1879年 | NL     | 75   | 19   | 56   | .253 | 8位  | ホーレス・フィリップス ボブ・ファーガソン | Putnam Grounds         |
| 1880年 | NL     | 83   | 41   | 42   | .494 | 4位  | ボブ・ファーガソン                        | Haymakers' Grounds     |
| 1881年 | NL     | 84   | 39   | 45   | .464 | 5位  | ボブ・ファーガソン                        | Haymakers' Grounds     |
| 1882年 | NL     | 83   | 35   | 48   | .422 | 7位  | ボブ・ファーガソン                        | Troy Ball Club Grounds |

## 所属した主な選手
- 投手：ティム・キーフ、ミッキー・ウェルチ
- 捕手：バック・ユーイング
- 内野手：ロジャー・コナー、ダン・ブローザース

## 主な球団記録
打撃部門
- 通算最多安打：335（ロジャー・コナー）
- 通算最多打点：120（ロジャー・コナー）

投手部門
- 通算最多勝利：69（ミッキー・ウェルチ）